# دائرة حاسي الرمل
دائرة حاسي الرمل إحدى دوائر ولاية الأغواط الجزائرية . عاصمتها هي حاسي الرمل وتضم بلديات :
- حاسي الرمل
- حاسي الدلاعة

## مناطق

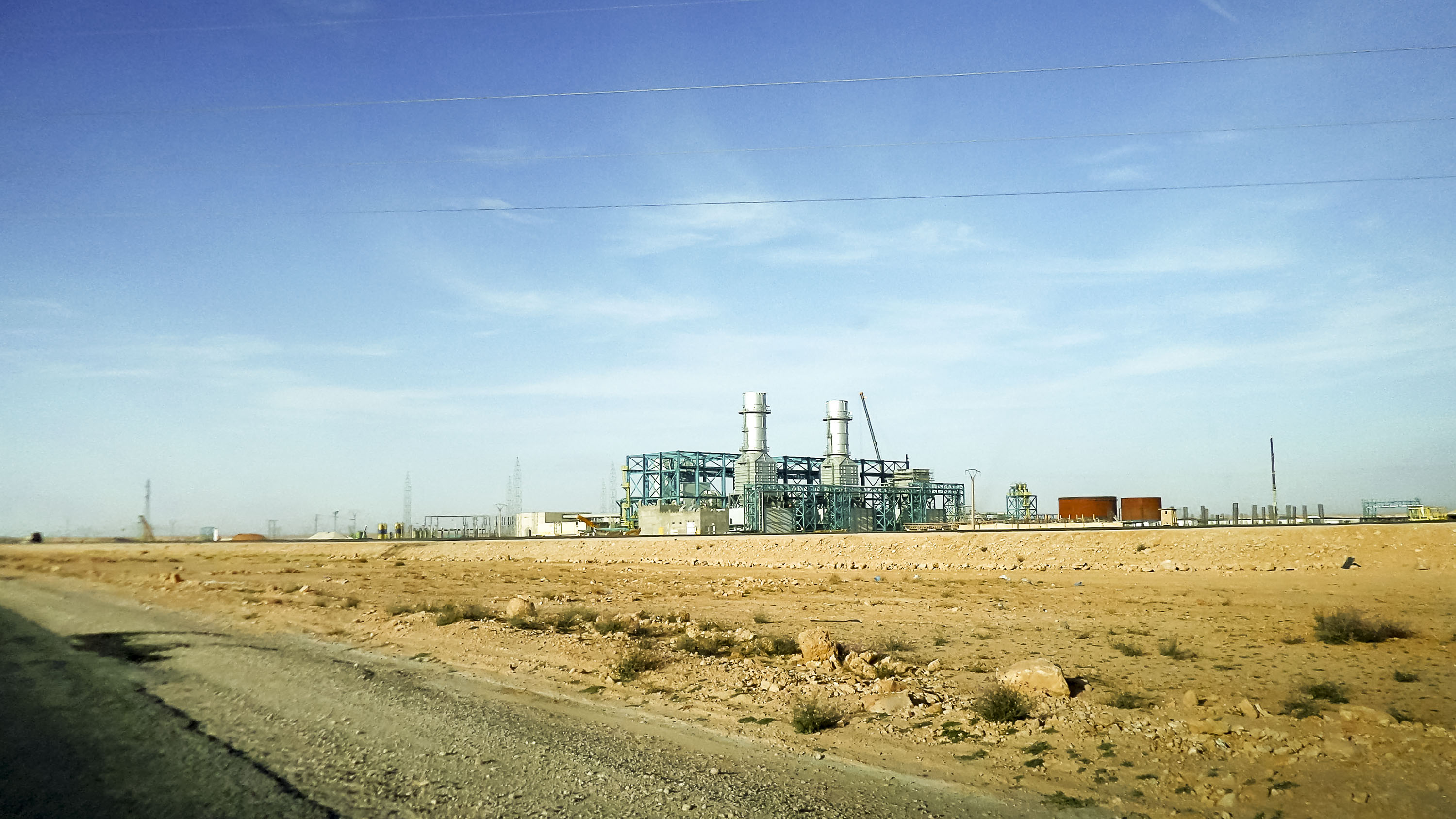
محطة تيلغمت الجديدة

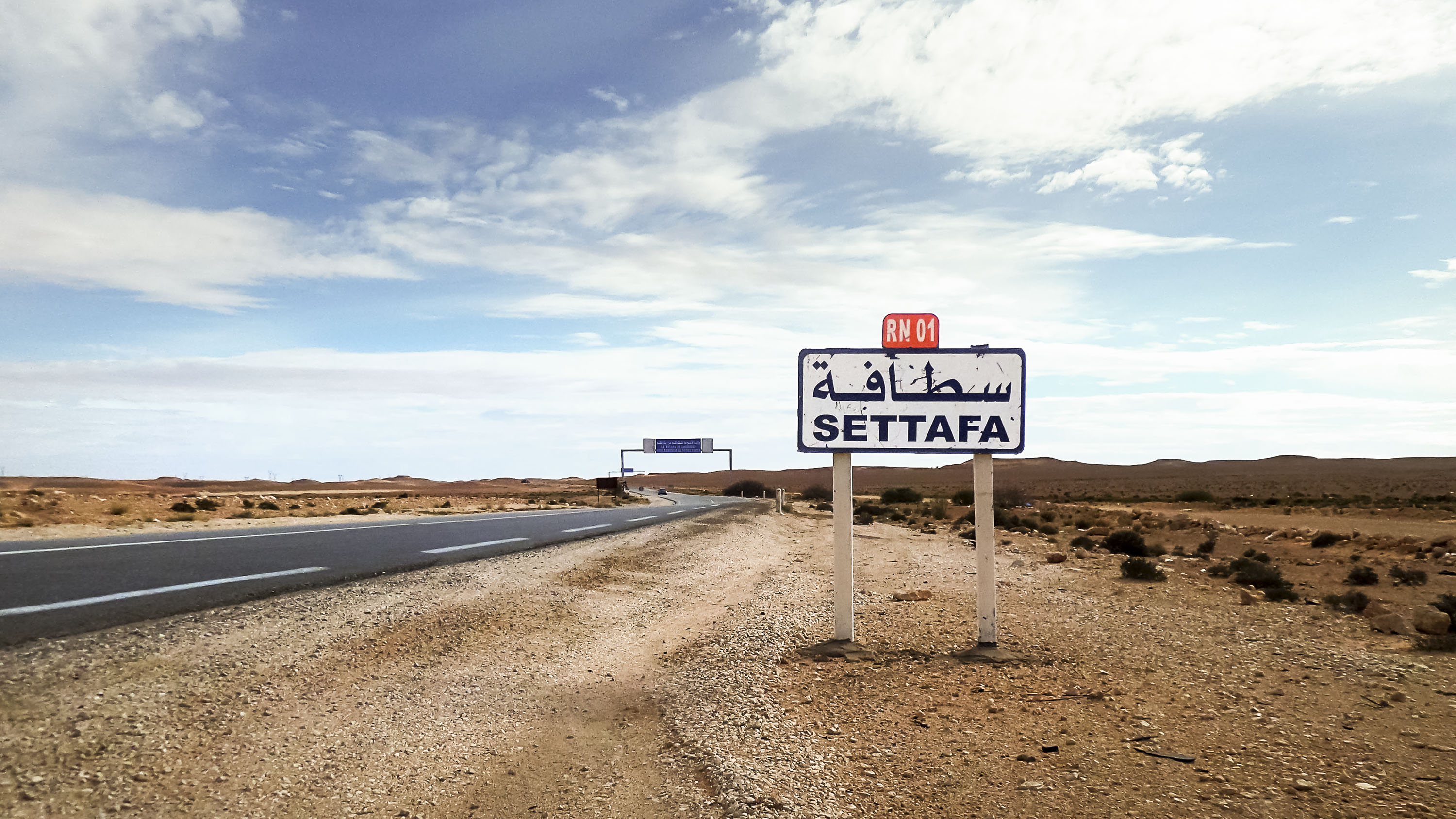
منطقة سطافة

يوجد بدائرة حاسي الرمل أيضا:
- المدينة الجديدة بليل
- قرية بوزبير
- تيلغمت

- حاسي الدلاعة
- تالمزان: مادنة

.